# Toura (peuple)
Pour les articles homonymes, voir Toura.

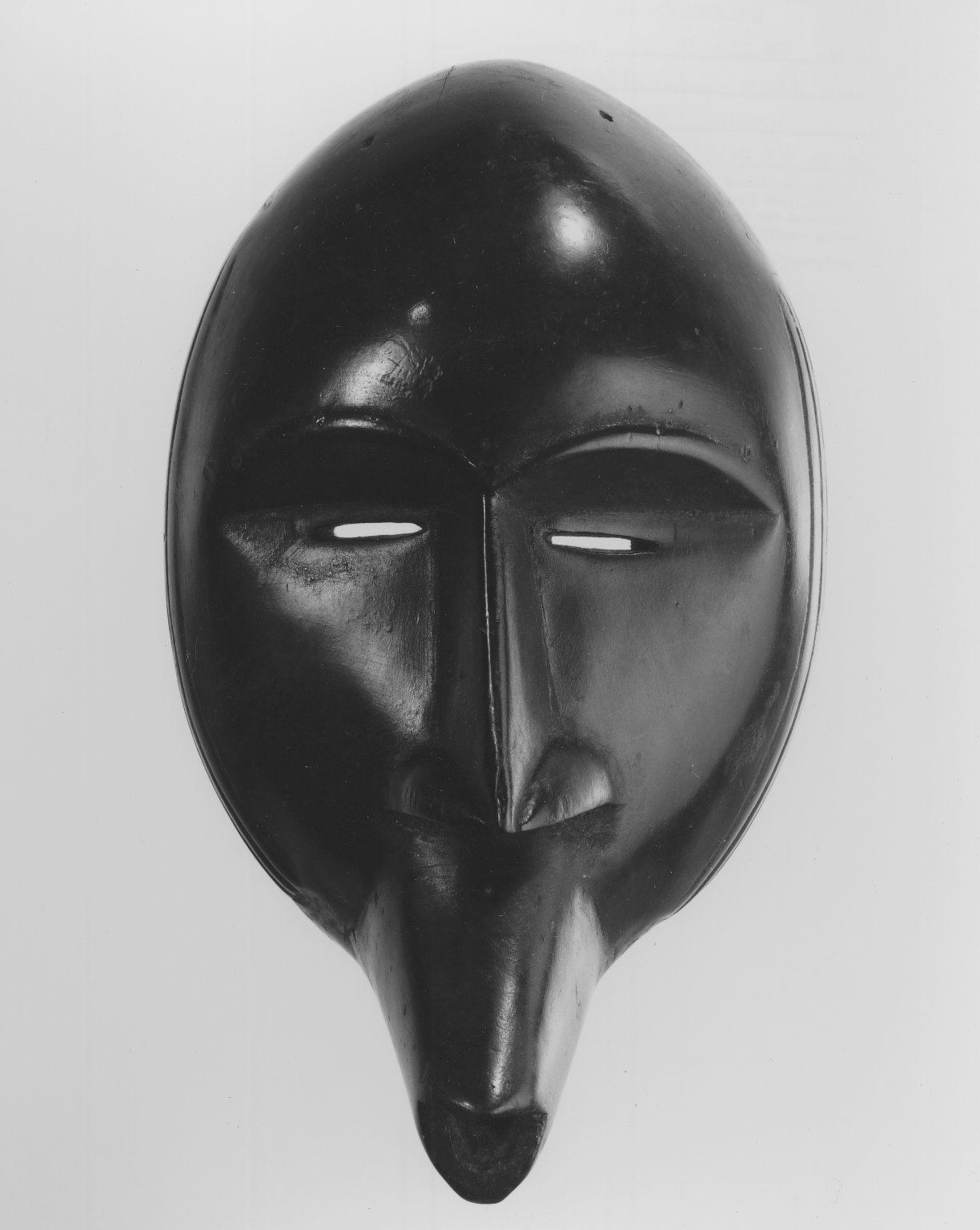
Masque toura

Les Toura sont une population mandingue d'Afrique de l'Ouest établie au nord-ouest de la Côte d'Ivoire dans la région de Man, Biankouma de Touba et également en Guinée. 
Ils sont environ 26 000 sur une population totale de 16 400 000 individus (recensement de 2001). Ils sont en majorité animistes et musulmans. Les Touras ont un lien avec les Mahous : ces deux ethnies ont presque les mêmes fêtes villageoises, coutumes et masques. Ils portent souvent les patronymes Dosso, Soumahoro, Diabaté, Diomandé, Doumbouya ou encore Haïdara, mais ils n'ont pas l'aspect physique des Malinkés. Le Toho est un de leurs plats favoris[réf. nécessaire].

## Ethnonymie
Selon les sources et le contexte, on observe de multiples formes : Digwalé, Gwané, Gwéolé, Lenguédougou, Nébou, Touras, Tura, Turas,  
Weingmé, Wenmebo, Wen, Yaramassa, Yiriguélé.

## Langue
Leur langue est le toura, une langue mandée, dont le nombre de locuteurs en Côte d'Ivoire était estimé à 38 500 en 1993.